# Starinar
Starinar (en serbio: Старинар) es la revista de arqueología científica serbia más antigua. Se publica desde 1884, originalmente como una revista de la Sociedad Arqueológica de Serbia, luego de la Sociedad Arqueológica de Belgrado, y después de la Segunda Guerra Mundial se convirtió en un organismo del Instituto de Arqueología de Belgrado. Publica trabajos científicos originales y artículos sobre antigüedades, monumentos culturales, objetos, sitios, artículos profesionales y científicos, dibujos y fotografías. Es de frecuencia anual.

## Sobre la revista
La revista Starinar está dedicada a temas de diversos campos científicos: arqueología, historia, historia del arte, arquitectura, filología clásica, antropología física y otras disciplinas científicas afines. Starinar publica artículos originales, inéditos: artículos científicos originales, artículos de revisión, informes de excavación, reseñas, críticas, reseñas y bibliografías, obituarios

### Historia
La revista Starinar es la revista científica más antigua en el campo de la arqueología en Serbia. Desde la fundación de la revista hasta hoy, los más eminentes expertos en el campo de la arqueología y disciplinas científicas afines han contribuido a la reputación que tiene Starinar entre las revistas de este tipo en Europa y el mundo, como editores, miembros del consejo editorial, revisores o autores. De 1884 a 1895, el editor de la revista fue Mihajlo Valtrović. Tras una pausa de diez años bajo la etiqueta "nuevo orden", Starinar se publicó de 1906 a 1911 bajo la dirección de Mihajlo Valtrović y Miloje Vasić. Después del final de la Primera Guerra Mundial, en el período de 1922 a 1940, se publicó bajo la "tercera serie" editada por Nikola Vulić y Vladimir Petković. La "nueva serie" de Starinar apareció después de la Segunda Guerra Mundial, desde 1950 hasta hoy, desde cuándo es costumbre que el director del Instituto Arqueológico se convierta en el redactor jefe de la revista. Hasta el día de hoy, Vladimir Petković, Đurđe Bošković, Borislav Jovanović, Vladimir Kondić, Petar Petrović, Miloje R. Vasić, Slaviša Perić y Miomir Korać han ocupado el cargo de editor.
Desde los compromisos iniciales de investigación de "antigüedades" en los primeros números de Starinar, comenzando con Mihajlo Valtrović y entusiastas aficionados, como el maestro Mihajlo Riznić, con el tiempo el estudio de los tiempos pasados se ha basado más en el estudio del patrimonio cultural tangible, publicado cada vez más por expertos y científicos. Un lugar importante que Starinar ha ocupado en la ciencia todos estos años, y que sigue siendo importante hoy en día, es el fomento de debates entre los investigadores, en forma de críticas y respuestas a las mismas, que a menudo resultaron en la revisión de antiguas teorías y el establecimiento de nuevas conclusiones sobre diversas cuestiones arqueológicas.

## Galería

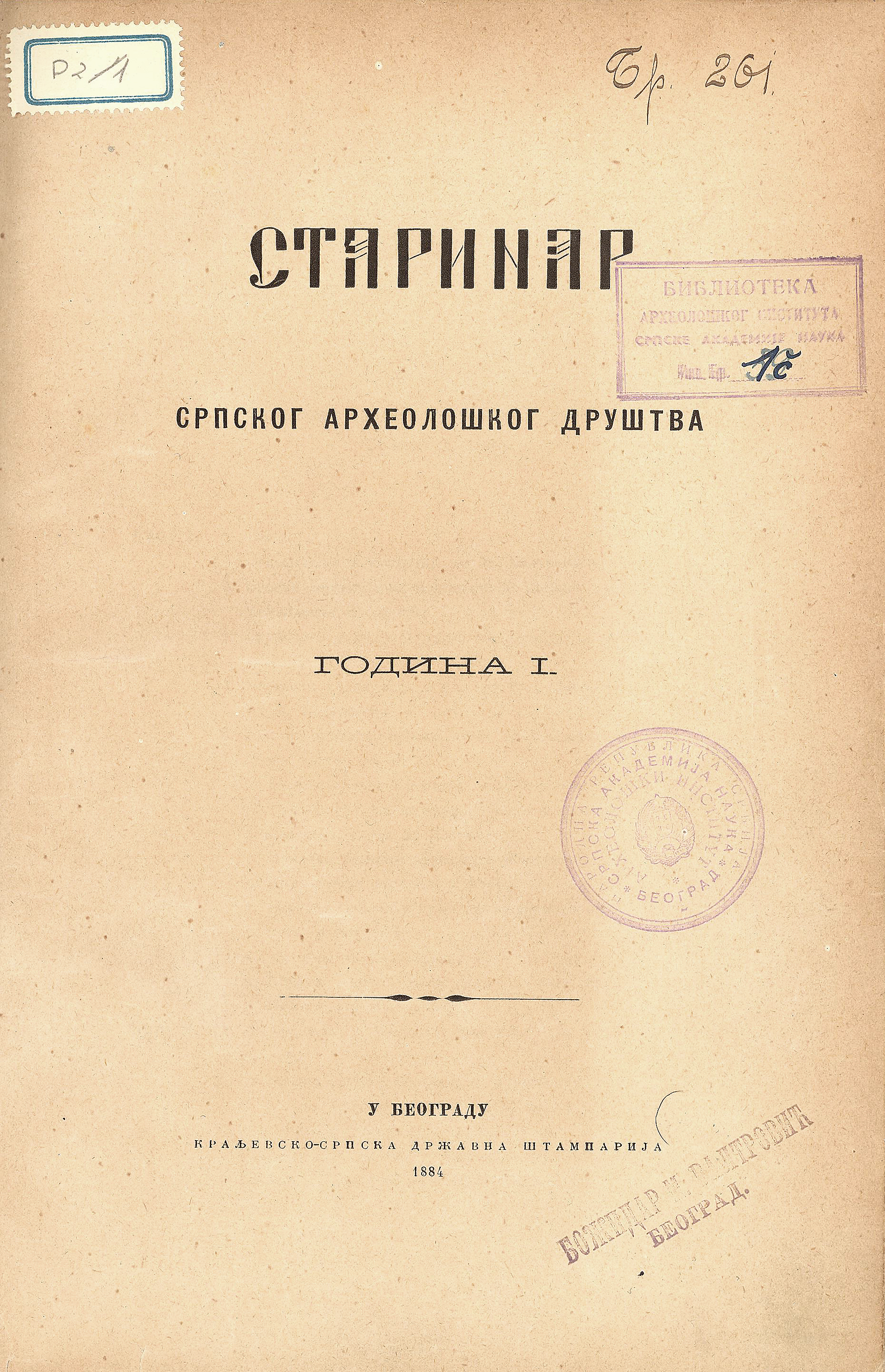
1884.
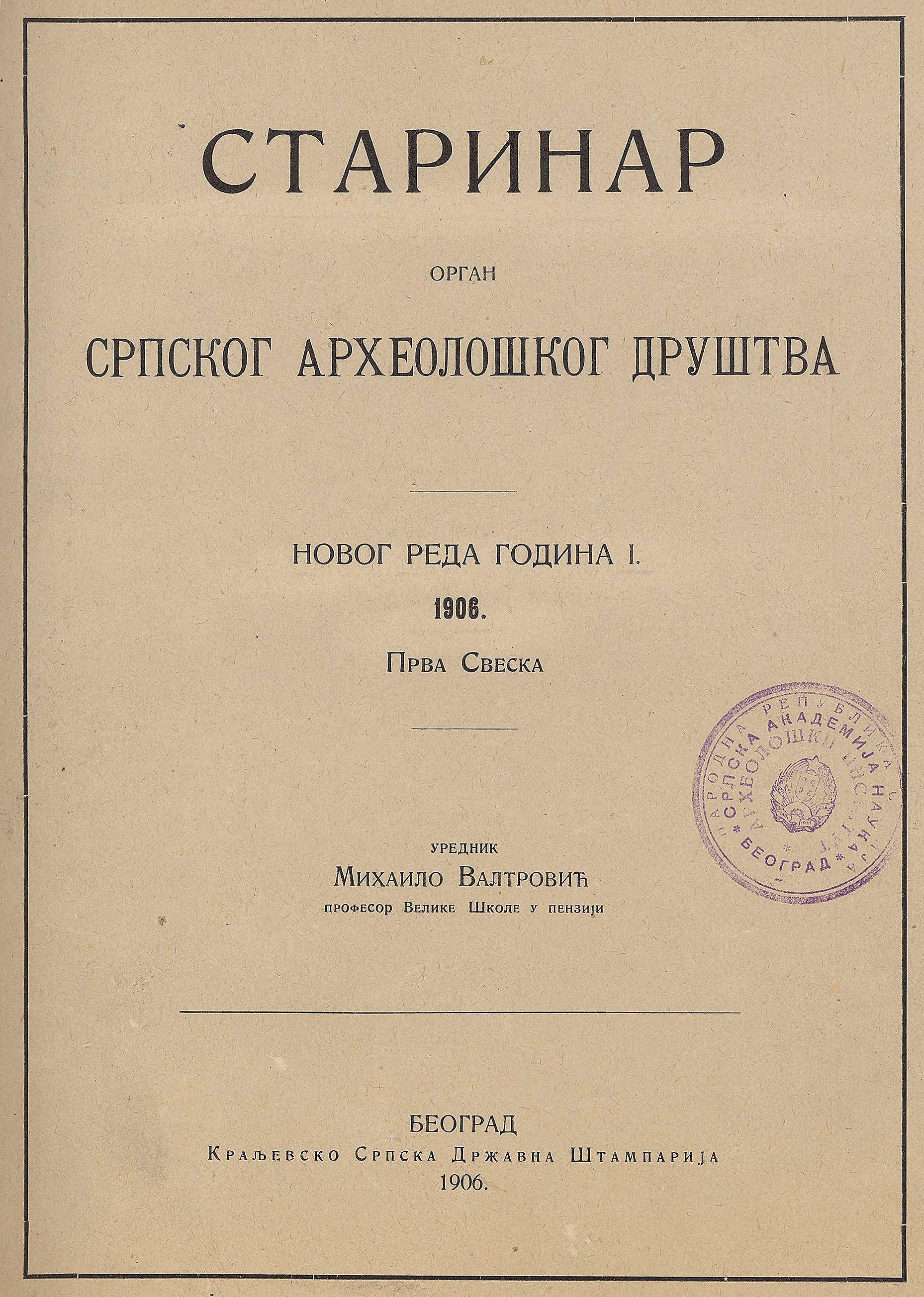
1906.
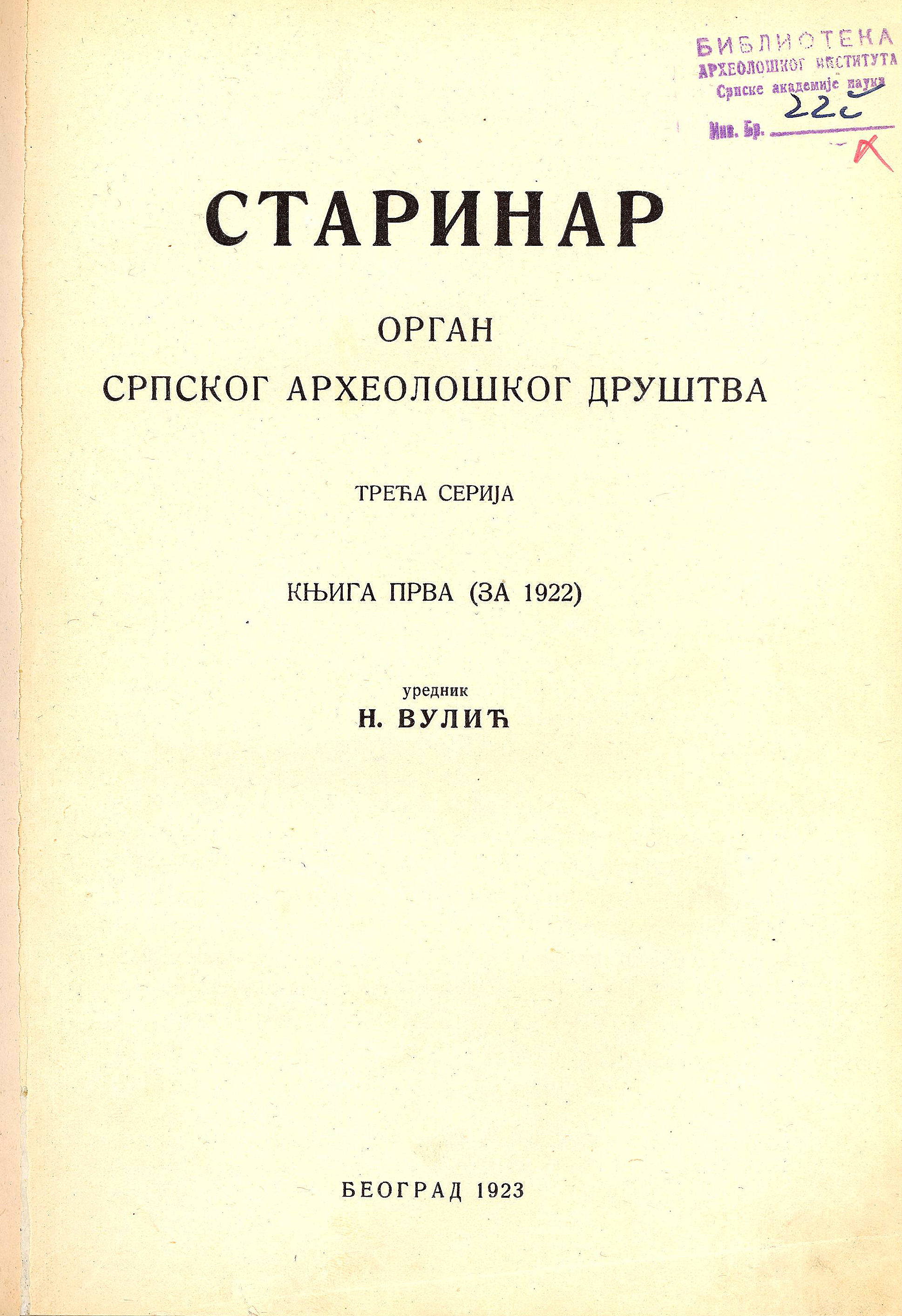
1922.
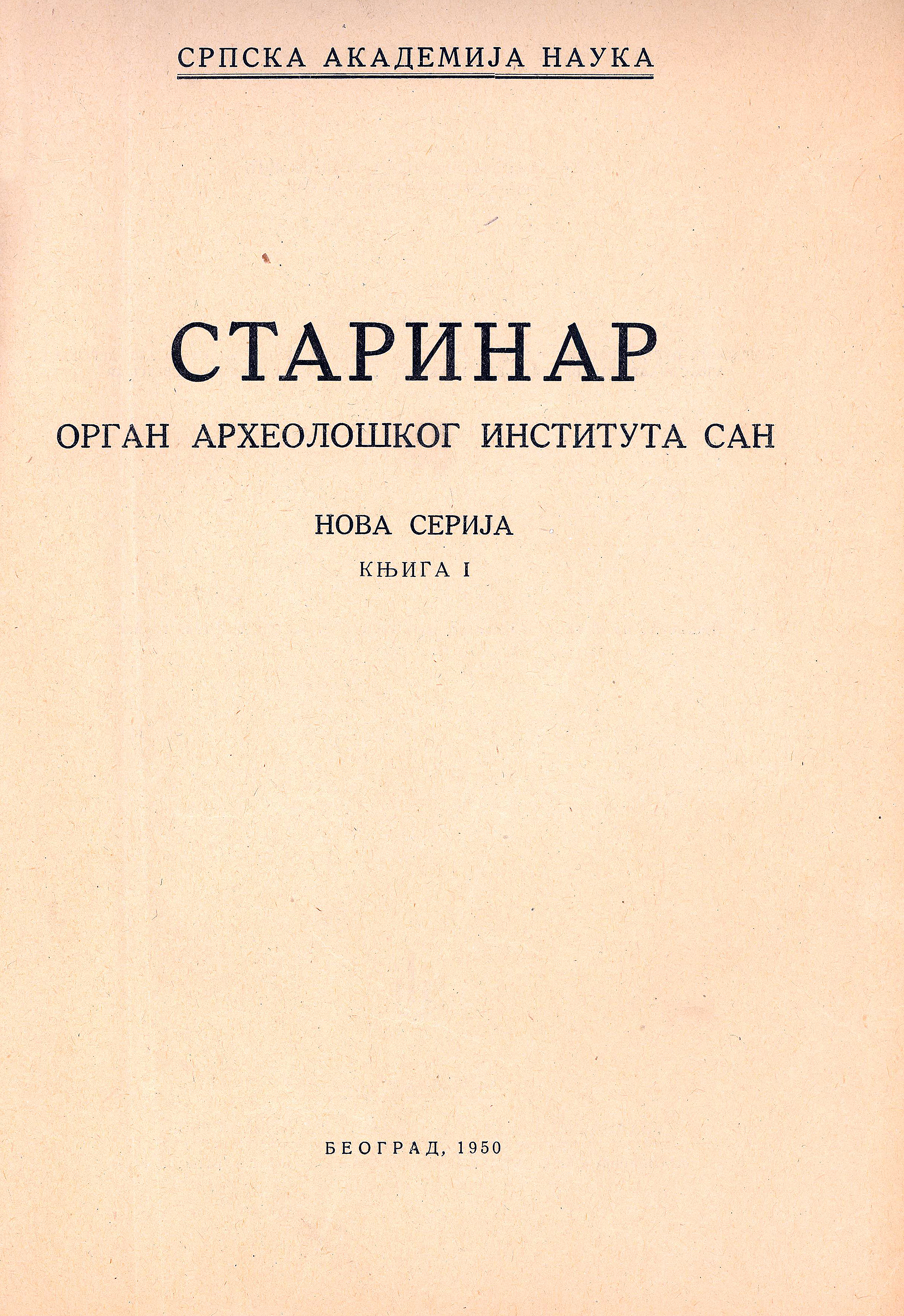
1950.
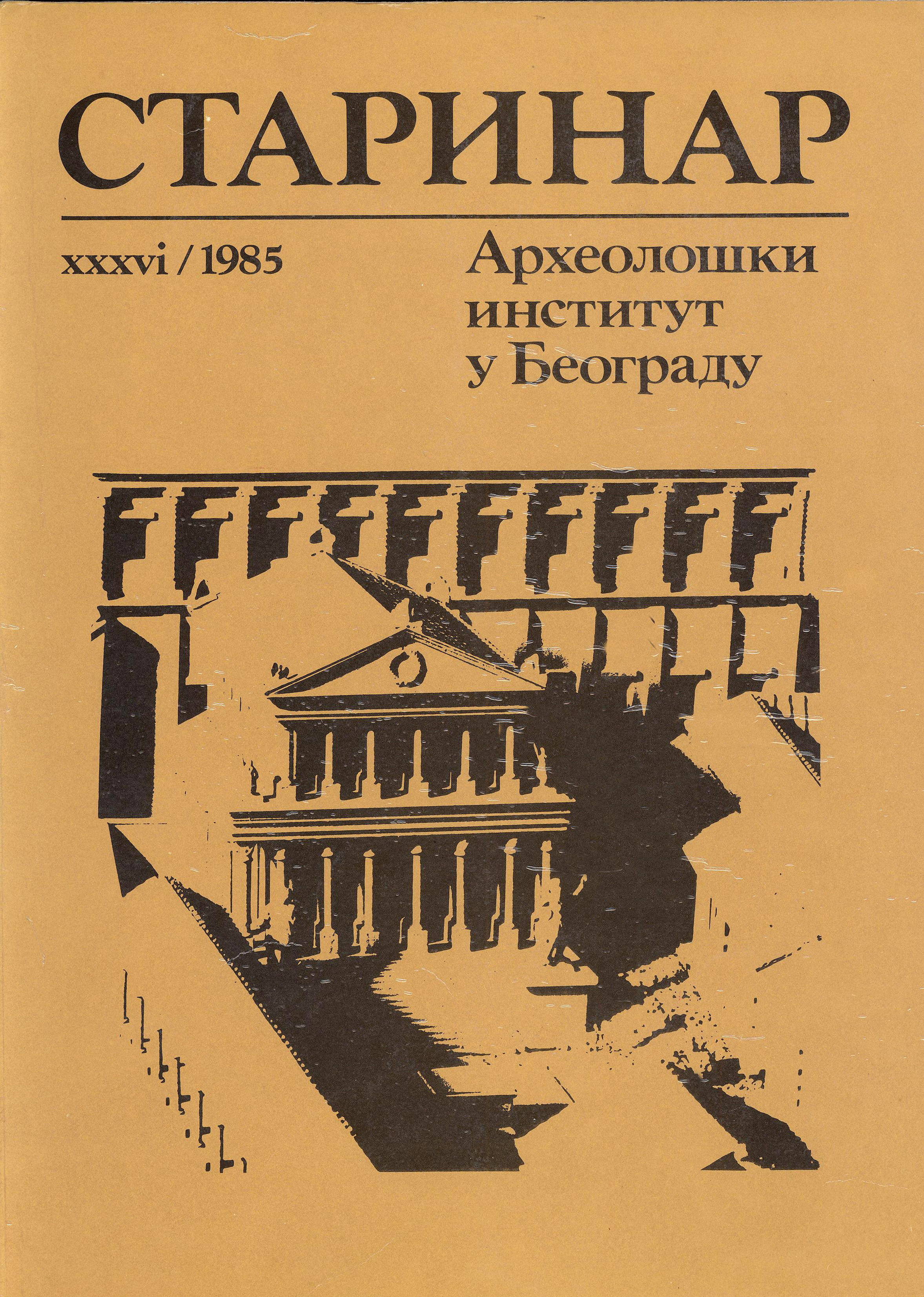
1985.